# Ruth Greenglass
Ruth Leah Greenglass (ur. 30 kwietnia 1924 w Nowym Jorku, zm. 7 kwietnia 2008 tamże) – obywatelka USA, pracująca na rzecz wywiadu Związku Radzieckiego. Żona tzw. szpiega atomowego Davida Greenglassa.
Ruth Leah Printz urodziła się w żydowskiej rodzinie Maxa Printza i Tillie Leiter. Wychowywała się w tej samej dzielnicy tj. Lower East Side, co jej przyszły mąż, David Greenglass. Po ukończeniu z wyróżnieniem Seward Park High School, wyszła za mąż za wspomnianego Davida. Zarówno ona jak i jej mąż interesowali się polityką, co przełozyło się na ich wstąpienie do Ligi Młodych Komunistów.
Zwerbowanie Ruth i swojego szwagra Dawida zasugerował Julius Rosenberg. Werbujący ich agent informował Moskwę: To młodzi, inteligentni, zdolni i politycznie wyrobieni ludzie, mocno wierzący w sprawę komunizmu i pragnący zrobić wszystko, co w ich mocy, aby pomóc naszemu krajowi tak bardzo, jak to możliwe. Są oni niewątpliwie oddani nam (Związkowi Radzieckiemu).
To Ruth przekonała ostatecznie mąża aby przekazywał informacje wywiadowi radzieckiemu na temat budowy bomby atomowej przez USA. Kiedy FBI przesłuchiwało Davida Greenglassa w sprawie podejrzeń o działalność szpiegowską, ten zgodził się przyznać do winy i zeznawać przeciwko Juliusowi i Ethel Rosenbergom w zamian za niemiesznie w sprawę żony, aby mogła pozostać w domu i opiekować się dwójką dzieci.